# Krasne (Lubartów)
Pour les articles homonymes, voir Krasne.
Krasne (prononciation : [ˈkrasnɛ]) est un village polonais de la gmina d'Uścimów dans le powiat de Lubartów de la voïvodie de Lublin dans l'est de la Pologne.
Il se situe à environ 26 kilomètres à l'est de Lubartów (siège du powiat) et 33 kilomètres au nord-est de Lublin (capitale de la voïvodie).
Le village compte approximativement une population de 550 habitants.

## Histoire
De 1975 à 1998, le village est attaché administrativement à l'ancienne Voïvodie de Lublin.

Depuis 1999, il fait partie de la nouvelle voïvodie de Lublin.